# Rezia

La Rezia nell'Impero Romano intorno al 120 d.C.

La Rezia (in latino Raetia) era, nell'Antichità, la denominazione della regione geografica alpina abitata dal popolo dei Reti.

## Territorio
La Rezia corrispondeva ad una zona adesso compresa tra Svizzera, Baviera, Svevia, Austria, Trentino-Alto Adige, provincia di Belluno ed alcune valli della Lombardia settentrionale, tra cui la Valtellina.

### Città
In età romana, i centri maggiori erano:
- Alae (Aalen)
- Arbor Felix (Arbon)
- Apodiacum (Epfach)
- Augusta Vindelicorum (Augusta/Augsburg)
- Aquilea (Heidenheim an der Brenz)
- Bilitio (Bellinzona)
- Brigantium (Bregenz)
- Cambodunum (Kempten im Allgäu)
- Castra Batava (Passavia)
- Castra Regina (Ratisbona)
- Clunia (probabilmente Feldkirch o Balzers)
- Curia Raetorum (Coira)
- Foetes (Füssen)
- Guntia (Günzburg)
- Gamundia Romana (Schwäbisch Gmünd)
- Parthanum (Partenkirchen)
- Sorviodurum (Straubing)

## Popolazioni
In Rezia coabitarono e si succedettero diverse popolazioni, sia indoeuropee sia pre-indoeuropee.

### Prima della conquista romana
Il nome stesso della regione deriva da quello dei suoi primi abitatori noti: i Reti, un popolo non indoeuropeo. In seguito nell'area penetrarono nuclei celtici, che si scontrarono, si mescolarono o si sovrapposero ai Reti. La regione costituì l'area di transizione tra i Galli celtici e i Pannoni, gruppo misto tra Celti e Illiri.

### Durante la dominazione romana
Accanto agli antichi abitanti, a partire dalla conquista romana la regione ospitò numerosi nuclei latini, composti sia da coloni, sia da militari (la provincia era collocata infatti a ridosso del Limes germanico-retico).

### Dopo il ritiro di Roma
A causa della vicinanza del Limes, la regione fu tra le prime a essere investita dalle Invasioni barbariche, fin dal III secolo. La penetrazione germanica fu intensa, tanto da portare alla germanizzazione dell'area posta a nord dello spartiacque alpino.

## Storia
In tempi remoti vi si spinsero gli Etruschi, in seguito cacciati dai Galli; i Romani, che dettero il nome all'area ed agli abitanti (Reti), conquistarono la Rezia e la Vindelicia nel 15 a.C., a seguito delle campagne condotte da Druso e Tiberio. Augusto affidò il territorio di nuova acquisizione ad un prefetto (praefectus Raetis, Vindelicis et Vallis Poeninae) sottoposto all'autorità del legato, comandante dell'esercito della futura provincia di Germania Superior.
Il distretto militare venne elevato a provincia però solo da Claudio, con il nome di Raetia, Vindelicia e Vallis Poenina (comprendendo quindi anche il distretto delle Alpi centro-occidentali). La provincia venne affidata ad un cavaliere di rango ducenario con il procurator Augusti. La prima capitale provinciale è Camdodunum; poi, dalla fine del I secolo d.C., Augusta Vindelicum divenne il nuovo caput provinciae.
Dopo le guerre marcomanniche del II secolo d.C., la provincia di Raetia passa da provincia procuratoria a provincia legataria, ed è quindi assegnata ad un legatus Augusti pro praetore al comando della Legio III Italica, acquartierata nella vicina Castra Regina (l'odierna Ratisbona).
Tra il 356 e il 358 gli Iutungi e gli Alamanni invasero la Rezia distruggendone la capitale Castra Regina (uno dei più grandi accampamenti militari della Germania).
Il nome venne successivamente ripreso in epoca napoleonica, quando i Grigioni vennero incorporati nella Repubblica Elvetica (repubblica sorella della Francia rivoluzionaria), col nome di Canton Rezia (21 aprile 1799). In seguito all'Atto di Mediazione del 1803, che ripristinò la Confederazione Svizzera, il cantone riprese il nome di Grigioni.

### Popolazioni
- Celti
  - Galli
  - Pannoni
- Germani
- Reti